# Ждановичи (станция)
Ждано́вичи (бел. Ждановічы) — железнодорожная станция Минского отделения Белорусской железной дороги на линии Минск-Пассажирский — Молодечно, расположенная в одноимённом агрогородке Минского района Минской области, между остановочными пунктами Лебяжий и Минское Море.

## История
Железнодорожная станция была открыта в 1909 году на железнодорожной линии, которая была открыта 14 января 1873 года как пусковой участок Вильня — Минск Либаво-Роменской железной дороги. Основателем станции является Иван Зданович (1864—1915) — минский врач, общественный деятель и благотворитель.
В 1963 году станция была электрифицирована переменным током (~25 кВ) в составе участка Минск — Олехновичи, который стал первым электрифицированным участком Белорусской железной дороги.
В 2009 году Белорусская железная дорога совместно с Минским городским и областным исполнительными комитетами разработала и утвердила совместный план действий по организации в Минске внутригородских перевозок пассажиров железнодорожным транспортом. Согласно этому плану в 2010—2011 годах проводилась реконструкция остановочного пункта, в ходе которой был организован пересадочный узел с наземными видами пассажирского транспорта, возведены новые пассажирские платформы, установлены навесы, построен подземный пешеходный переход.
В 2013 году было завершено строительство третьего железнодорожного электрифицированного пути до станции Ждановичи.

## Устройство
Ждановичи — промежуточная станция, на которой осуществляется только обслуживание пассажиров. Через станцию проходят шесть железнодорожных путей, имеются три посадочные платформы (береговая и две — островные). Длина платформ составляет 230 метров, пересечения путей осуществляется как по подземному так и наземному пешеходному переходу, место остановки электропоездов является полностью крытым. На станции имеется просторное пассажирское здание с залом ожидания, отделением банка и билетными кассами (работают круглосуточно).

## Пассажирское сообщение
На платформах остановочного пункта останавливаются электропоезда региональных линий экономкласса (они же пригородные электрички), следующие до станций Молодечно (9 пар электропоездов в сутки) и Гудогай (6 пар в сутки); а также электропоезда городских линий, которые следуют до станции Беларусь, расположенной в Заславле (всего 18 пар электропоездов в сутки). Время в пути до Гудогая составляет 2 часа 59 минут, до Молодечно — 1 час 35 минут, до станции Минск-Пассажирский — 10 минут.
Выходы со станции ведут к улицам и жилым кварталам одноимённого агрогородка, а также к местным санаториям и домам отдыха. В непосредственной близости от станции расположено разворотное кольцо городских автобусов, которые следуют до ДС «Карастояновой» (в северной части Минска), автобусы пригородного сообщения отправляются к санаторию «Юность», деревням Гиревичи и Корабли; в направлении Минска пригородные автобусы следуют до станции метро  Пушкинская и ДС «Одоевского».